# Xylotrupes
Xylotrupes es un género de escarabajos rinocerontes de la familia Scarabaeidae. Contiene 25 especies distribuidas por todo el mundo, especialmente en Asia.

## Especies
- Xylotrupes australicus J. Thomson, 1859
- Xylotrupes baumeisteri Schaufuss, 1885
- Xylotrupes beckeri Schaufuss, 1885
- Xylotrupes carinulus Rowland, 2011
- Xylotrupes clinias Schaufuss, 1885
- Xylotrupes damarensis Rowland, 2006
- Xylotrupes faber Silvestre, 2002
- Xylotrupes falcatus Minck, 1920
- Xylotrupes florensis Lansberge, 1879
- Xylotrupes gideon (Linnaeus, 1767)
- Xylotrupes gilleti
- Xylotrupes inarmatus Sternberg, 1906
- Xylotrupes introduce Li, 2016
- Xylotrupes lorquini Schaufuss, 1885
- Xylotrupes lumawigi Silvestre, 2002
- Xylotrupes macleayi Montrouzier, 1855
- Xylotrupes meridionalis Prell, 1914
- (Xylotrupes mindanaoensis Schultze, 1920)
- Xylotrupes mniszechi J. Thomson, 1859
- Xylotrupes oudomxayicus Li, 2016
- Xylotrupes pachycera Rowland, 2006
- Xylotrupes pauliani Silvestre, 1997
- Xylotrupes philippinensis Endrödi, 1957
- Xylotrupes pubescens Waterhouse, 1841
- Xylotrupes reductus Walker, 1859
- Xylotrupes rindaae Fujii, 2011
- Xylotrupes siamensis Minck, 1920
- Xylotrupes socrates Schaufuss, 1864
- (Xylotrupes solidipes Walker, 1859)
- Xylotrupes striatopunctatus Silvestre, 2003
- Xylotrupes sumatrensis Minck, 1920
- Xylotrupes tadoana Rowland, 2006
- Xylotrupes taprobanus Prell, 1914
- Xylotrupes telemachos Rowland, 2003
- Xylotrupes ulysses (Guérin-Méneville, 1830)
- Xylotrupes wiltrudae Silvestre, 1997